# Cap d'Oltrera
El Cap d'Oltrera és un dels caps del Massís del Montgrí al municipi de Torroella de Montgrí (Baix Empordà). Es tracta de la prolongació a l'est de la Muntanya Gran, en el sector nord de l'Alt de la Pedrosa, que decau dins del Mediterrani amb espadats d'uns cinquanta metres. En el seu sector sud conforma la Cala Falaguer, inaccessible per terra; i clou el Golfet del Falaguer pel nord. La seva composició és calcària com la majoria del Montgrí